# Limor Fried
Pour les articles homonymes, voir Fried.
Limor Fried est une ingénieure américaine, créatrice de la société d'électronique amateur Adafruit Industries. Elle est une personne influente au sein de la communauté de l'open-source hardware, ayant participé à la première Open Source Hardware Summit et à la rédaction de l'Open Source Hardware. Elle est aussi connue sous le pseudo de ladyada, un hommage à Ada Lovelace.

## Carrière et reconnaissance
Limor Fried a étudié au MIT, obtenant un BS en Génie électrique et informatique en 2003 et une maîtrise dans le même domaine en 2005. Elle crée alors un projet appelé Mécanismes de Défense Sociale : Outils pour Récupérer Notre Espace Personnel. Dans la lignée du design critique, elle prototype des lunettes qui s'assombrissent lorsqu'un téléviseur est en vue, et un brouilleur radio de faible puissance qui empêche les téléphones cellulaires de fonctionner dans l'espace proche de son utilisateur.
Pendant l'année 2005, Limor Fried fonde, dans sa chambre de dortoir au MIT, le début d'Adafruit Industries, avant de s'installer à New York. La société conçoit et revend des kits électroniques opensource, des composants et des outils, principalement pour le marché amateur, grâce à son site Internet. En 2010, la société avait huit employés et a vendu plus de 3 millions de dollars de produit.
En 2009, elle reçoit le Pioneer Award par l'Electronic Frontier Foundation pour sa participation à la communauté de l'open source hardware et software. Limor Fried a été nommé en 2011 parmi les Femmes les plus influentes en technologie par le magazine Fast Company. Elle est devenue la première femme ingénieure en vedette sur la couverture de Wired. Dans une interview accordée à CNET, Limor Fried dit « S'il y a une chose que j'aimerais voir, ce serait que des enfants se disent "je peux faire ça" et qu'ils commencent ainsi leur parcours pour devenir ingénieurs et entrepreneurs »,. Limor Fried a été nommée "Entrepreneur de l'Année" en 2012 par le magazine Entrepreneur, sur les 15 finalistes, elle était la seule femme.
Fried est membre du conseil de rédaction du magazine IEEE Spectrum depuis fin 2017.

## Prix
- 2018 : Top 50 des Femmes les plus influentes dans la technologie aux États-Unis par Forbes[10].

## Projet Open Kinect
En réponse au lancement de la Kinect Microsoft pour la Xbox 360 en 2010, Fried organise avec Phillip Torrone, un défi à 1 000 $ pour créer un pilote de la Kinect en open source. Microsoft condamne alors ce défi promouvant la modification de leur produit. Adafruit augmente alors le prix de 2 000 dollars, puis de 3 000 dollars,,,. suscitant une réponse du porte-parole de Microsoft :

« Microsoft ne tolère pas la modification de ses produits ... Avec la Kinect, Microsoft a intégré de nombreuses protections matérielles et logicielles conçues pour réduire les risques d'altération du produit. Microsoft continuera à faire progresser ce type de protection et travaillera en étroite collaboration avec les groupes chargés de l'application de la loi et de la sécurité des produits afin que la Kinect soit toujours inviolable. »

— Daniel Terdiman
.
Après d'importants progrès dans les pilotes open source de la Kinect, le porte-parole de Microsoft a finalement déclaré qu'ils ne condamnaient pas le défi de Limor Fried, et, en fait, étaient impatients de voir ce que la communauté avait développé.